# Franekeradeel
Franekeradeel (en frisón Frjentsjerteradiel) es un antiguo municipio de la provincia de Frisia en los Países Bajos. En 2012 tenía una población de 20.462 habitantes distribuidos en una superficie de 109,16 km², de los que 6,41 km² corresponden a la superficie ocupada por el agua, con una densidad de 199 h/km². 
El municipio contaba con diecisiete núcleos de población oficiales (aldeas), cuyos nombres oficiales son los holandeses. El mayor de ellos y donde se encuentra la sede del gobierno municipal es Franeker, una de las once ciudades históricas de Frisia, donde radicó una de las más antiguas universidades neerlandesas hasta su clausura por Napoleón a comienzos del siglo XIX. En 2009 Franeker contaba con 12.900 habitantes.  
En enero de 2018 Franekeradeel se fusionó con Menameradiel, Het Bildt y parte de Littenseradeel para formar el nuevo municipio de Waadhoeke. 

## Galería

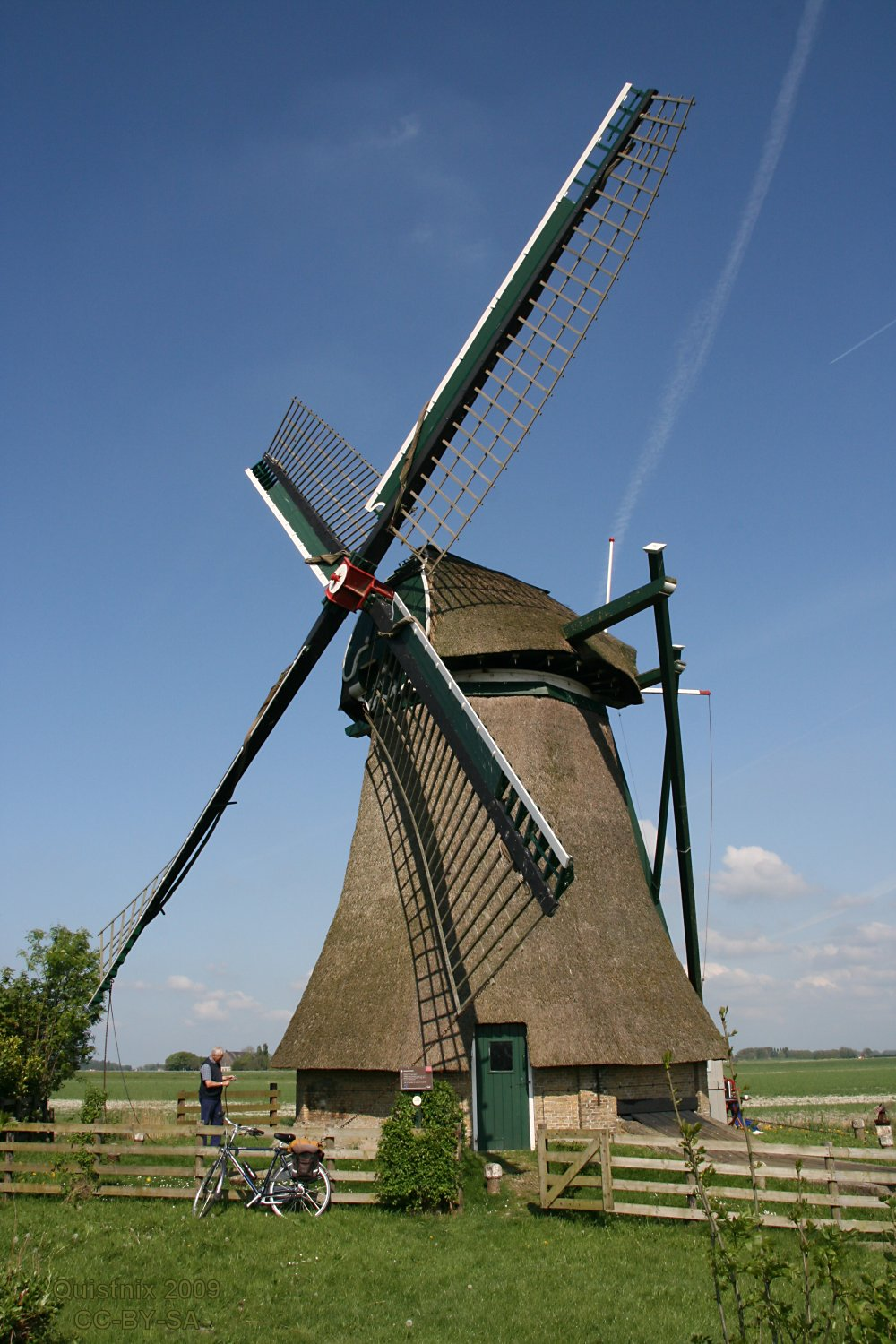
Molino de Schalsum
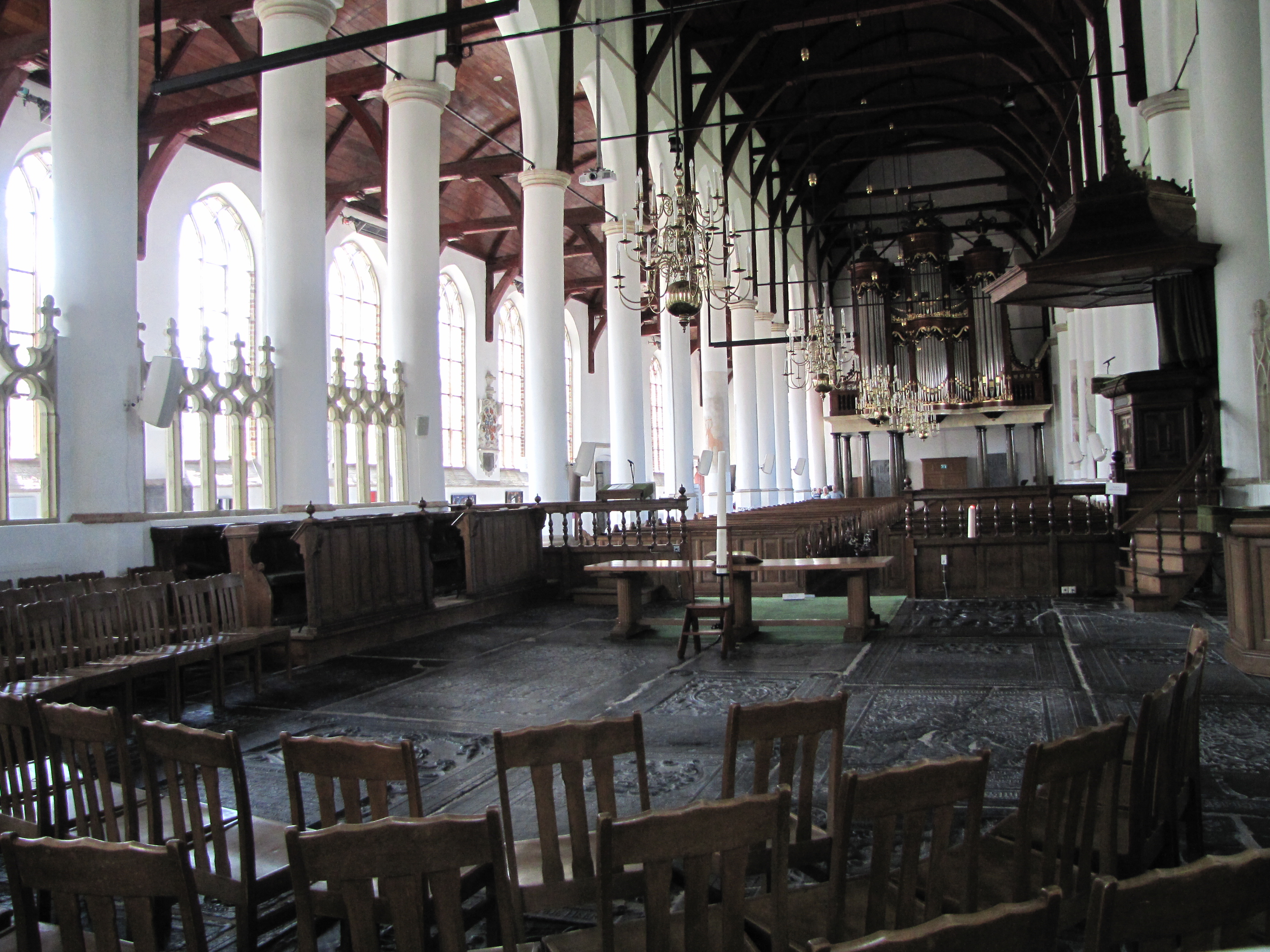
Interior de la iglesia de San Martín en Franeker.
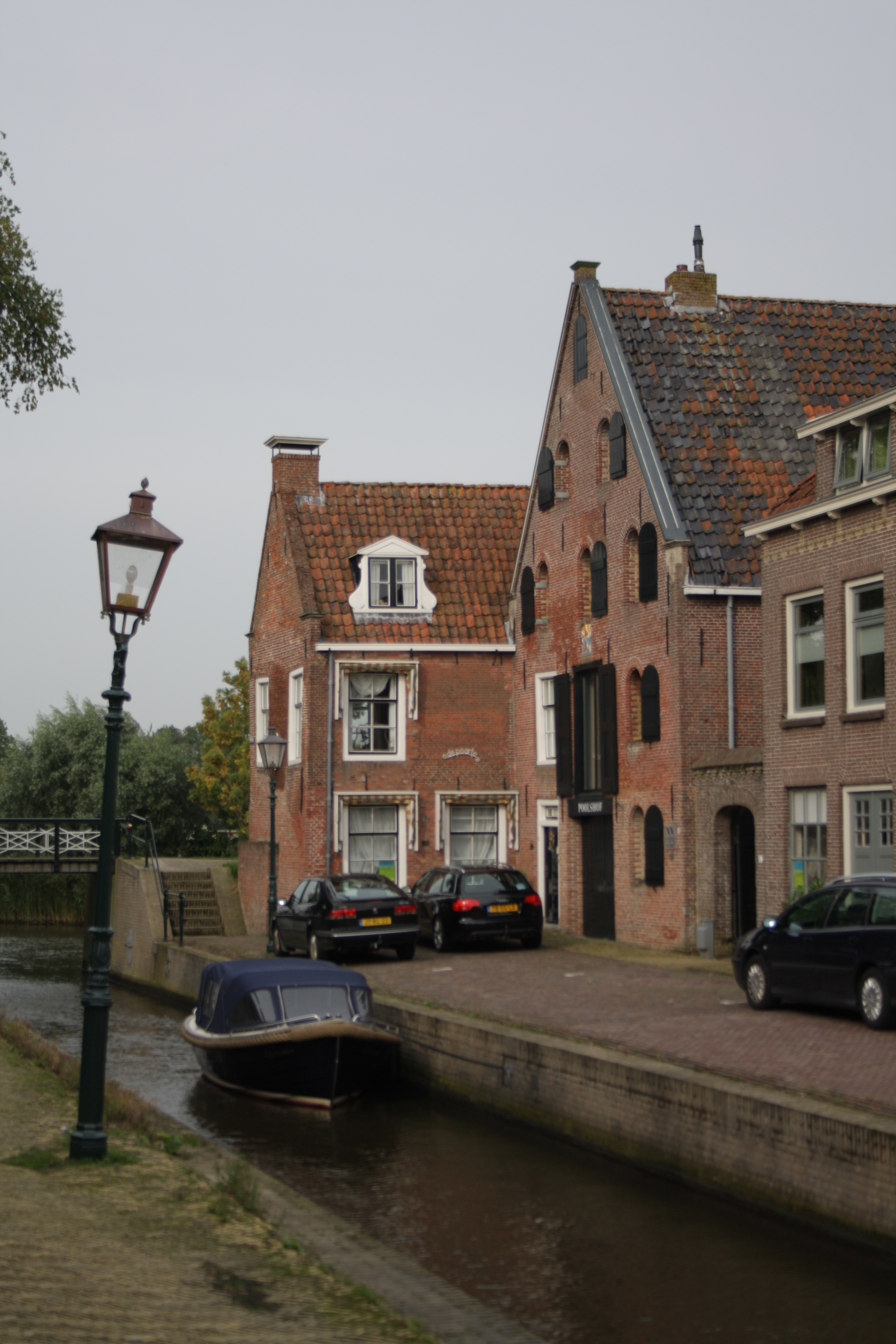
Franeker.
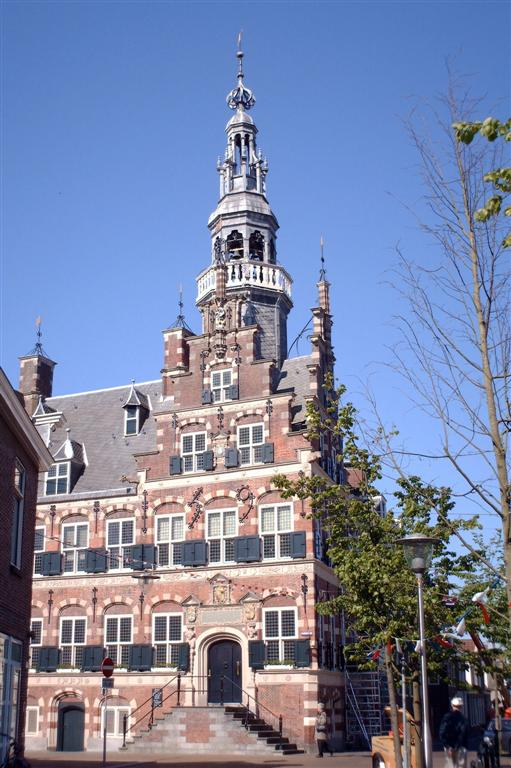
Ayuntamiento de Franeker.